# ATC kód J04
ATC kód J04 (Tuberkulostatika kromě streptomycinu) je hlavní terapeutická skupina anatomické skupiny J. Protiinfekční léčiva pro systémové použití.

## J04A Léčiva k terapii tuberkulózy (tuberkulostatika)

### J04AB Antibiotika
J04AB02 Rifampicin
J04AB04 Rifabutin

### J04AC Hydrazidy
J04AC01 Isoniazid

### J04AK Jiná léčiva k terapii tuberkulózy
J04AK01 Pyrazinamid
J04AK02 Ethambutol

## Poznámka
- Registrované léčivé přípravky na území České republiky.
- Informační zdroj: Státní ústav pro kontrolu léčiv, Všeobecná zdravotní pojišťovna.